# Carol Moseke
Carol Moseke (Carol Jean L. Moseke, verheiratete Frost; * 8. März 1945 in Cedar Rapids, Nebraska) ist eine ehemalige US-amerikanische Diskuswerferin.
1967 siegte sie bei den Panamerikanischen Spielen in Winnipeg, und 1968 kam sie bei den Olympischen Sommerspielen in Mexiko-Stadt auf den 14. Platz.
Viermal wurde sie US-Meisterin (1966, 1967, 1969, 1970). Ihre persönliche Bestweite von 53,19 m stellte sie am 29. Mai 1971 auf.
1996 wurde sie in die Nebraska High School Sports Hall of Fame aufgenommen.